# Psophodes
Psophodes es un género de cuatro, o posiblemente cinco especies de aves paseriformes originarias de Australia.

## Especies
- Psophodes olivaceus
- Psophodes nigrogularis
  - Psophodes nigrogularis leucogaster or P. leucogaster
- Psophodes occidentalis
- Psophodes cristatus